# Shelter (canción de Porter Robinson y Madeon)
«Shelter» es una canción producida por el DJ estadounidense y productor de discos Porter Robinson y el DJ francés y productor musical Madeon.

## Lanzamiento
El sencillo fue lanzado y subido al canal de YouTube de Madeon el 11 de agosto de 2016. En Estados Unidos fue publicado por Columbia Records y Popcultur para su descarga digital. También fue publicado por Spotify, Deezer, Apple Music, Google Play y SoundCloud. "Shelter" fue publicado junto con un anuncio de que Robinson y Madeon realizarían un tour por ciudades de los Estados Unidos y Canadá, denominado Shelter Live Tour. Robinson confirmó en Twitter que la gira presentaría tanto a él como a Madeon tocando simultáneamente en un show en vivo, a partir de finales de 2016.

## Composición musical
La canción dura tres minutos y 39 segundos. La melodía principal en la canción es una combinación vocal procesada y fragmentada de una canción previamente grabada por Robinson durante la producción de Worlds, con Amy Millan. La voz principal es proporcionada por Madeon. La canción toma elementos de los álbumes de debut de ambos artistas; Worlds de Porter Robinson y Adventure de Madeon. Las voces cortadas son un sonido característico de ambos artistas, como se ve en el sencillo "Flicker" de Robinson, y en la canción de Madeon: "You're On" del álbum Adventure.

## Video musical
El 14 de octubre de 2016, Robinson anunció en su cuenta de Twitter que había pasado más de un año colaborando con el estudio de animación japonés A-1 Pictures en un video musical animado para "Shelter". El video musical fue lanzado el 18 de octubre de 2016, en el canal de YouTube de Porter Robinson, en conjunto con Crunchyroll.
El vídeo musical nos cuenta la historia de Rin, de 17 años de edad (con la voz de Sachika Misawa) que vive sola dentro de una simulación futurista. Mantiene el control de la simulación y el mundo virtual a su alrededor a través de una tableta en la que puede dibujar escenas que el mundo a su alrededor creará en un entorno tridimensional. Ella continúa así durante muchos años, viviendo una vida pacífica pero solitaria. De repente, experimenta escenas antes que ella que no ha creado. Como observadora invisible, Rin es testigo de su vida como una niña de 10 años que vive en Tokio. A través de una serie de noticiarios e imágenes, se llega a entender que en este momento un objeto planetario del tamaño de la luna está en curso de colisión con la Tierra. El padre de Rin, Shigeru, dedica una gran parte de su tiempo a la felicidad de su hija, pero mientras tanto construye una nave espacial de un solo pasajero con soporte vital para que Rin pueda escapar. También borró con éxito cualquier recuerdo de él o de la Tierra de su mente, en lugar de eso, programó estos y una carta suya para que le llegara más tarde en la vida con la esperanza de que ella comprendiera mejor las circunstancias una vez que haya madurado. Justo antes de que el planeta haga contacto, él la conecta con la simulación y lanza la nave que la lleva al espacio, donde ha estado durante los últimos siete años.

## Opiniones de los compositores
Según palabras de Madeon, nos menciona que la canción trata sobre la idea de la transmisión de una generación a la siguiente a través de la paternidad. Esto puede tener sentido, debido a que la lírica parece más como una carta hacia algún pariente, en este caso el padre. En el vídeo musical, se puede hallar un poco más entendible, debido a la aparición del padre y el significado importante que tiene en la historia mostrada en el vídeo musical.
En un artículo de Billboard, después del lanzamiento de "Shelter", Robinson reveló:

Veo el entusiasmo y la inspiración como la moneda más importante que puedes tener cuando haces música. Es esta extraña sensación de estar ebrio con su propia confianza y emoción lo que lleva a tantos avances creativos. Ese efecto fue realmente exagerado cuando trabajábamos juntos.
Porter Robinson

La canción tuvo una inspiración para ser creada, en este caso, fue la amistad de Madeon y Porter Robinson, al menos parcialmente. Con respecto al tema, Madeon, en una prensa publicada para promocionar la canción, dijo:

Tanto Porter como yo comenzamos a trabajar con personas en persona cuando comenzamos a hacer nuestros respectivos álbumes y apreciamos la cantidad de colaboración que puedes obtener. Nuestra intención era hacer música que reflejara nuestra amistad.
Hugo Pierre Leclerq

## Apariciones
Esta canción forma parte de la banda sonora del videojuego de EA Sports, FIFA 17.
Esta canción también se utilizó como cierre (Ending) de la serie animada del vídeoproductor de YouTube El Rubius; Virtual Hero.

## Versiones (remixes)

### Versiones oficiales
- Shelter (Piano Version): Es una versión totalmente diferente, y ligeramente reducido en comparación al original. Esta versión se utilizó para el vídeo musical en la parte final, en el momento que Rin sale de los recuerdos que provocó la tableta.
- Shelter (Mat Zo Remix): Es oficial, pues se realizó como parte del álbum Shelter: Complete Edition. Fue lanzada el 1 de diciembre de 2016, con 4 meses de diferencia en lanzamiento al original.

### Versiones no oficiales
Actualmente existen varias versiones no oficiales, se considerarían así por el hecho de no haber aparecido en el álbum de Shelter: Complete Edition. Muchas versiones son de varios estilos, y se pueden considerar como Covers. Algunas de esas son:
- Shelter (Slushii Remix): Una versión de Shelter hecha por el DJ estadounidense Slushii. Esta versión fue lanzada el 2 de mayo del 2017 desde el canal de Proximity en YouTube, obteniendo 1.08 millones de reproducciones.
- Shelter (Pure 100% Remix): Una versión de Shelter hecha por Pure 100%. Esta versión, en comparación a las demás, utiliza aproximadamente 3 ritmos que cambiarán con el transcurso de la canción, y cuenta con la colaboración de Cenji para la interpretación de la lírica, y se usaron algunos diálogos del vídeo musical, para darle mayor sensación a la versión. Fue lanzado el 18 de noviembre de 2016 en el canal de Yuuki Music en YouTube, obteniendo 6.5 millones de reproducciones.
- Shelter (Ghibli Orchesta Edition): Es una versión orquesta de la canción "Shelter", utilizando varios instrumentos como la flauta, el clarinete, la trompeta, etc. Esta versión es única en esos aspectos, pues su composición es similar a otras canciones de fondo, como los de películas y de anime. Fue lanzado el 17 de marzo del 2017 en el canal de Seychara Orchestral en YouTube, obteniendo 1.7 millones de reproducciones.

## Posicionamiento en listas
| Lista (2016)                                     | Mejor posición |
| ------------------------------------------------ | -------------- |
| Belgium Dance (Ultratop Flanders)                | 30             |
| Belgium Dance Bubbling Under (Ultratop Wallonia) | 9              |
| Francia (SNEP)                                   | 125            |
| Japón (Hot 100)                                  | 64             |
| US Dance/Electronic Songs (Billboard)            | 16             |
| US Spotify Viral 50 (Billboard)                  | 15             |